# Storfjärdsgrunden
Storfjärdsgrunden is een Zweeds eiland behorend tot de Pite-archipel. Het eiland ligt op de scheidslijn tussen de Harrbäcksfjärden en Storfjärden. Het eiland heeft geen oeververbinding en er staan enkele zomerhuisjes op. Het is een vogelbeschermingsgebied en mag derhalve gedurende het broedseizoen niet betreden of benaderd worden.